# Veliki pentagramski heksekontaeder
| Veliki pentagramski heksekontaeder                      | Veliki pentagramski heksekontaeder                   |
| ------------------------------------------------------- | ---------------------------------------------------- |
|                                                         |                                                      |
| Vrsta                                                   | zvezdni polieder                                     |
| Elementi                                                | F = 60, E = 150, V =92 ({\displaystyle \chi \,} = 2) |
| Grupa simetrije                                         | I, [5,3]+, 532                                       |
| Sklici                                                  | DU74                                                 |
| veliki retro prirezan ikozidodekaeder (dualni polieder) |                                                      |

Veliki pentagramski heksekontaeder je nekonveksni izoederski polieder. Je dualno telo velikega retro  prirezanega ikozidodekaedra.